# Team Cult Energy/Saison 2013
Dieser Artikel listet Erfolge und Fahrer des Radsportteams Cult Energy in der Saison 2013 auf.

## Erfolge in der UCI Europe Tour
| Datum      | Rennen                                    | Kat. | Fahrer              |
| ---------- | ----------------------------------------- | ---- | ------------------- |
| 17. März   | Grand Prix de la Ville de Nogent-sur-Oise | 1.2  | Alexander Kamp      |
| 13. April  | Liège-Bastogne-Liège (U23)                | 1.2U | Michael Valgren     |
| 26. April  | Skive-Løbet                               | 1.2  | Patrick Clausen     |
| 10. Mai    | 3. Etappe Flèche du Sud                   | 2.2  | Michael Valgren     |
| 8.–12. Mai | Gesamtwertung Flèche du Sud               | 2.2  | Michael Valgren     |
| 31. Juli   | 1. Etappe Dänemark-Rundfahrt              | 2.HC | Magnus Cort Nielsen |
| 3. August  | 4. Etappe Dänemark-Rundfahrt              | 2.HC | Magnus Cort Nielsen |

## Zugänge – Abgänge
| Zugänge             | Team 2012                            | Abgänge          | Team 2013                  |
| ------------------- | ------------------------------------ | ---------------- | -------------------------- |
| Troels Vinther      | Team Saxo Bank-Tinkoff Bank          | Sebastian Lander | BMC Racing Team            |
| Alexander Kamp      | Christina Watches-Onfone             | Mathias Gade     | Concordia Forsikring-Riwal |
| Michael Reihs       | Christina Watches-Onfone             | Lasse Bøchman    | J.Jensen-Ramirent          |
| Magnus Cort Nielsen | Team Concordia Forsikring-Himmerland |                  |                            |
| Mads Würtz Schmidt  | Neoprofi                             |                  |                            |

## Mannschaft
| Name                | Geburtstag        | Nationalität |
| ------------------- | ----------------- | ------------ |
| Michael Valgren     | 7. Februar 1992   | Dänemark     |
| Patrick Clausen     | 2. Juli 1990      | Dänemark     |
| Jesper Hansen       | 23. Oktober 1990  | Dänemark     |
| Christian Jørgensen | 13. November 1987 | Dänemark     |
| Kasper Jørgensen    | 23. August 1984   | Dänemark     |
| Alexander Kamp      | 14. Dezember 1993 | Dänemark     |
| Magnus Cort Nielsen | 16. Januar 1993   | Dänemark     |
| Niki Østergaard     | 21. Januar 1988   | Dänemark     |
| Michael Reihs       | 25. April 1979    | Dänemark     |
| Mads Würtz Schmidt  | 31. März 1994     | Dänemark     |
| André Steensen      | 12. Oktober 1987  | Dänemark     |
| Rasmus Sterobo      | 11. August 1991   | Dänemark     |
| Troels Vinther      | 24. Februar 1987  | Dänemark     |